# Phoenicolacerta troodica
Phoenicolacerta troodica — вид ящірок родини ящіркових (Lacertidae). Ендемік Кіпру.

## Опис
Довжина Phoenicolacerta troodica (враховуючи хвіст) становить 22 см, довжина хвоста у 2-2,3 рази більша за довжину решти тіла. Самці дещо більші за самиць. Спина сірувато-коричнева або зеолено-коричнева, поцяткована темно-коричневими або чорними плямами. По боках, від голови до хвоста, ідуть дві темно-коричневі смуги, розділені білою смугою. Живіт білий або жовтуватий, під час сезону розмноження він стає оранжевим або червоним.

## Поширення і екологія
Phoenicolacerta troodica є ендеміками острова Кіпр. Вони живуть в скелястих місцевостях, порослих середземноморськими чагарниковими заростями, трапляються в садах і людських поселеннях. Живляться комахами та іншими дрібними безхребетними. Відкладають яйця.

## Охорона
Phoenicolacerta troodica охороняється в Європі і занесена до Додатку ІІІ Бернської конвенції (охоронна категорія: вид підлягає охороні).